# 田中伸男
田中伸男（日语： Tanaka Nobuo，1950年3月3日—）是一位日本经济学家，外交官。

## 生平
1950年出生于神奈川县，1972年毕业于东京大学经济系，1973年加入经济产业省，1979年获得凱斯西儲大學工商管理硕士学位，留学期间和一位日本裔墨西哥人结婚。1989年加入经济合作与发展组织担任科学技术工业局副局长，1992年42岁担任局长一职，成为史上最年轻的局长。1995年返回经济产业省担任通商政策局产业资金课长，1997年担任其总务课长。1998年至2000年担任外务省日本驻美国大使馆公使，2000年返回日本继续任职于经济产业省担任通商产业研究所副所长。2002年担任通商机构部部长。2004年担任经济合作与发展组织科学技术产业局局长，同时还是经合组织内部创业中心指导小组的负责人。2007年担任国际能源署执行总裁，2011年离任后担任日本能源经济研究所特别顾问。2013年4月担任帝人有限公司的内部审计师，2015年起成为千代田化工建设董事会成员。此外他还是东京大学公共政策学院教授。

## 家庭
已婚并有两个孩子。

## 荣誉

### 日本勋章奖章
- 瑞宝重光章（2021年4月29日公布[7]）